# Unterwachingen
Unterwachingen település Németországban, azon belül Baden-Württembergben. Lakosainak száma 201 fő (2023. december 31.).

## Népesség
A település népessége az elmúlt években az alábbi módon változott:
| Lakosok száma | 138  | 202  | 200  | 199  | 199  | 201  |
|               | 1975 | 2017 | 2019 | 2021 | 2022 | 2023 |